# دهستان کرزان‌رود
کرزان رود، دهستانی است از توابع بخش مرکزی شهرستان تویسرکان در استان همدان ایران است.

## جمعیت
براساس سرشماری سال ۱۳۹۵ جمعیت آن ۳۴۳۲ نفر (۱۳۶۸ خانوار) بوده‌است.